# Жили-были
«Жили-были» — российский трагикомедийный фильм режиссёра Эдуарда Парри. В главных ролях: Фёдор Добронравов, Роман Мадянов и Ирина Розанова. Премьера фильма в России состоялась 15 марта 2018 года.

## Сюжет
Старинная деревня в русской глубинке. Из жителей только два одиноких немолодых мужчины и внезапно овдовевшая женщина. Один из друзей решает, что пора завязывать с одиночеством, и собирается предложить вдове руку и сердце. Но второй мужчина в корне с этим не согласен и тоже претендует на вакантное место. Лучшие друзья объявляют друг другу войну.

## В ролях
- Фёдор Добронравов — Гришка
- Роман Мадянов — Лёха
- Ирина Розанова — Татьяна
- Виктор Супрун — Саня, муж Татьяны
- Алексей Ведерников — Коля, водитель автолавки
- Владимир Капустин — Витя, брат Гриши
- Альбина Евтушевская — баба Маруся, тётя Гриши
- Ирина Сойкина — Катя, дочь Лёхи
- Владимир Карпов — Виталик, зять Лёхи
- Владимир Виноградов — Игорёк
- Ева Парри — Ирочка
- Арсений Маймистов — Максим

## Съёмки
Фильм снимали в деревне Шондовичи Ленинградской области, а также в одном из промышленных городков под Санкт-Петербургом.

## Саундтрек
Саундтреком к художественному фильму является песня Леонида Агутина «Я тебя не вижу».

## Финансирование
Фильм снят при государственной финансовой поддержке Министерства культуры Российской Федерации и корпорации Ростех.